# Brachymyrmex minutus
Brachymyrmex minutus es una especie de hormiga perteneciente al género Brachymyrmex, categorizada en la tribu Myrmelachistini, de la subfamilia Formicinae.

## Distribución
La especie es nativa de la región del Neotrópico. Se distribuye por América, en Bolivia, Brasil, Colombia, Costa Rica, Cuba, Ecuador, Estados Unidos, Guayana Francesa, Guadalupe, Guatemala, Honduras, Martinica, México, Panamá, Paraguay, Perú, República Dominicana, San Vicente y las Granadinas, Surinam y Venezuela. Se ha encontrado a altitudes de 1-1500 m s. n. m.

## Taxonomía
Fue descrita por Forel en 1893.